# Anthony Rizzo (baseball)
Pour les articles homonymes, voir Anthony Rizzo et Rizzo.
Anthony Vincent Rizzo (né le 8 août 1989 à Fort Lauderdale, Floride, États-Unis) est un joueur de premier but des Ligues majeures de baseball jouant pour les Yankees de New York.
Membre de l'équipe des Cubs championne de la Série mondiale 2016, il remporte la même année un Bâton d'argent et un Gant doré et compte des sélections au match des étoiles en 2014, 2015 et 2016.

## Carrière

### Red Sox de Boston
Anthony Rizzo est repêché en sixième ronde en 2007 par les Red Sox de Boston, avec qui il amorce sa carrière professionnelle en ligues mineures.
En 2008, Rizzo, 19 ans, doit se soumettre à des traitements de chimiothérapie pour guérir un lymphome hodgkinien. Les traitements lui permettent de vaincre la maladie, et Rizzo retrouve les terrains en 2009. Avant la saison de baseball 2010, il est considéré par Baseball America comme l'un des joueurs d'avenir à surveiller dans l'organisation des Red Sox. Avec deux clubs de ligues mineures affiliés aux Red Sox, il frappe 25 coups de circuit et récolte 100 points produits en 2010.
Le 6 décembre 2010, Rizzo est l'un trois joueurs d'avenir évoluant toujours en ligues mineures que les Red Sox de Boston cèdent aux Padres de San Diego pour acquérir le joueur de premier but étoile Adrian Gonzalez.

### Padres de San Diego

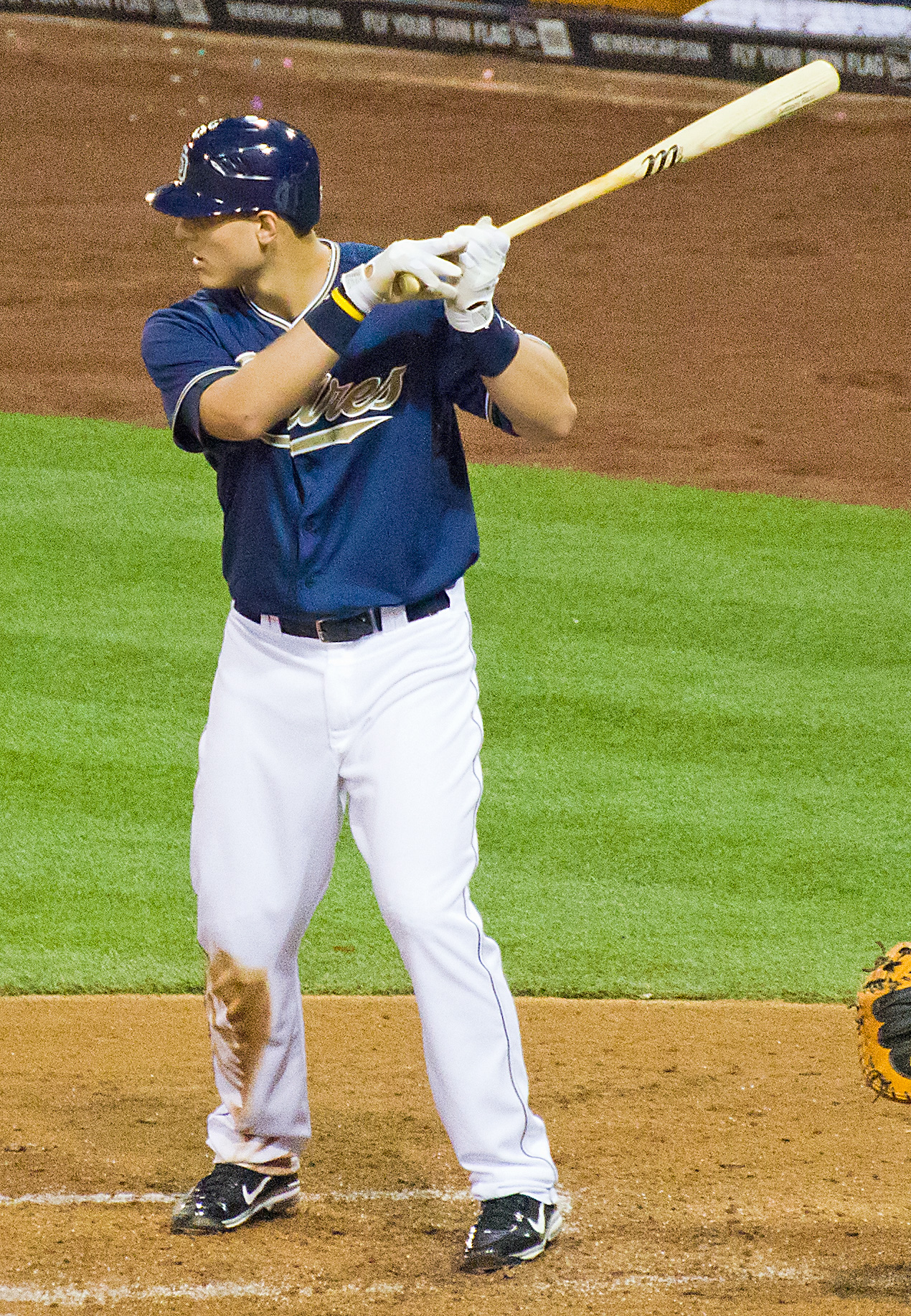
Anthony Rizzo le 10 juin 2011 avec les Padres de San Diego.

Rizzo fait son entrée dans les majeures avec San Diego le 9 juin 2011. Dans cette première partie, il frappe son premier coup sûr : un triple aux dépens du lanceur des Nationals de Washington, Liván Hernández, et termine la soirée avec un point marqué et deux buts-sur-balles. 
Il frappe son premier coup de circuit le 11 juin contre John Lannan des Nationals. Retourné dans les mineures à la fin juillet, Rizzo revient avec les Padres en septembre. 
Il dispute 49 parties au total pour San Diego mais sa moyenne au bâton ne s'élève qu'à ,141 avec un circuit, neuf points produits et 46 retraits sur des prises.

### Cubs de Chicago
En décembre 2011, les Padres transigent avec les Reds de Cincinnati et reçoivent en retour du lanceur Mat Latos plusieurs joueurs, dont un premier but prometteur, Yonder Alonso. Avec un surplus de talent au premier coussin, les Padres sont prêts à se départir de Rizzo, qui passe aux Cubs de Chicago le 6 janvier 2012. Le lanceur droitier des ligues mineures Zach Cates est aussi transféré aux Cubs dans la transaction, pendant que les Padres accueillent le lanceur droitier Andrew Cashner et le voltigeur des ligues mineures Kyung-Min Na.
Rizzo amorce la saison 2012 dans les ligues mineures et effectue son entrée chez les Cubs le 26 juin. Il est élu meilleure recrue du mois de juillet 2012 dans la Ligue nationale grâce à 32 coups sûrs, 7 circuits, 17 points produits, une moyenne au bâton de ,330 et une moyenne de puissance de ,567 durant la période. Il termine sa première année avec 15 circuits, 48 points produits et une moyenne au bâton de ,285 en 87 matchs joués.
En 2013, Rizzo dispute 160 des 162 matchs des Cubs. Le premier but claque 23 circuits et produit 80 points, mais affiche une basse moyenne au bâton de ,233.

#### Saison 2014

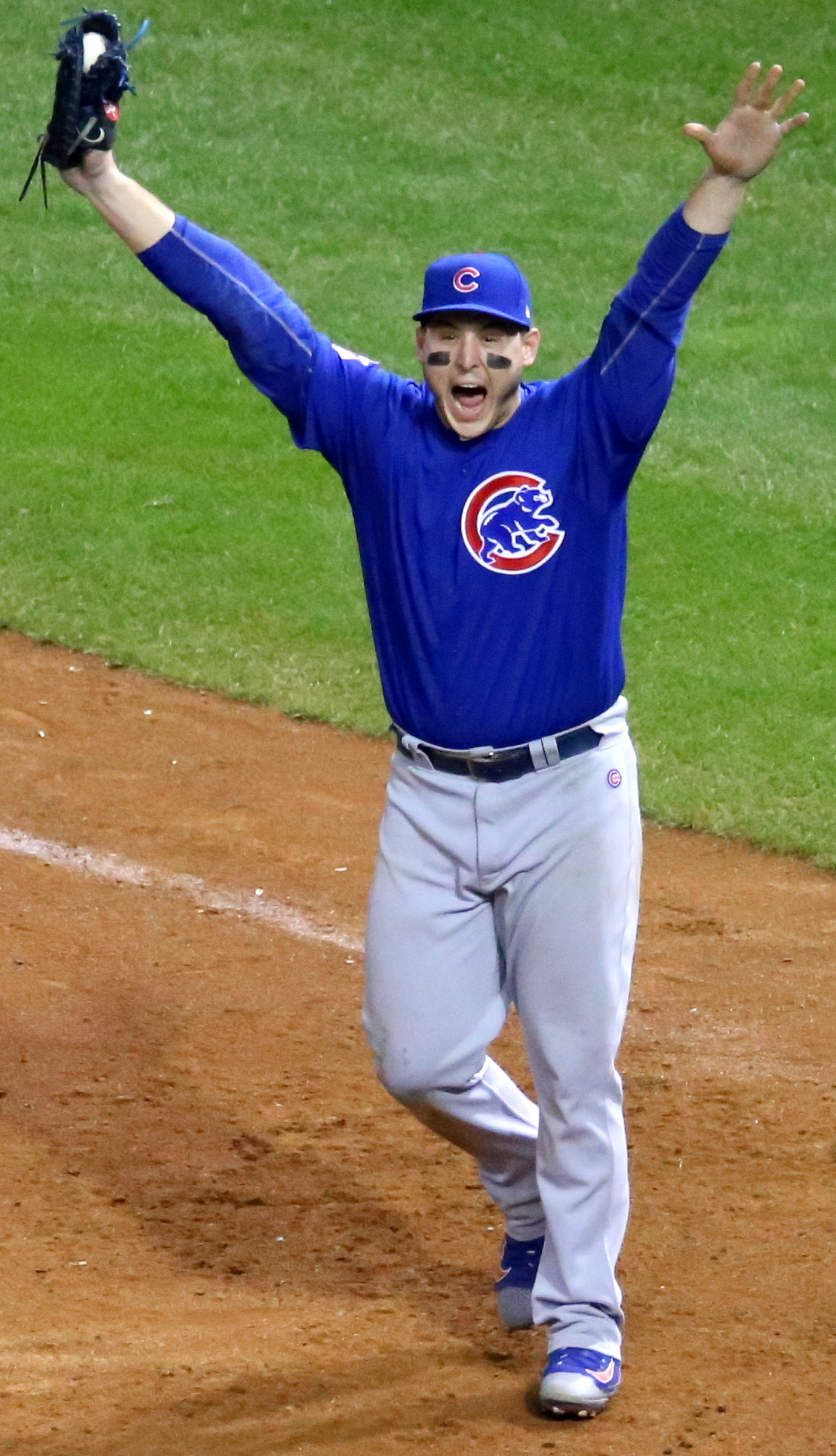
Anthony Rizzo célèbre le retrait qui sacre les Cubs de Chicago champions de la Série mondiale le 2 novembre 2016.

À la mi-saison en 2014, Rizzo compte déjà 20 circuits et 49 points produits et frappe pour ,275. Il reçoit sa première invitation au match des étoiles. Avec 32 longues balles, Rizzo est le 2e meilleur frappeur de circuits de la Ligue nationale en 2014, après Giancarlo Stanton de Miami. Il est 4e de la ligue pour la moyenne de présence sur les buts (,386), 4e pour la moyenne de puissance (,527) et 3e pour la moyenne de présence plus puissance (OPS de ,913). Il se classe aussi dans le top 10 de la Nationale pour les points marqués (89) et les buts-sur-balles (73). Il boucle la saison avec 150 coups sûrs en 140 matchs pour une moyenne au bâton de ,286 avec 78 points produits.

#### Saison 2015
En 2015, Anthony Rizzo est le second joueur de l'histoire après Don Baylor en 1986 à réaliser un exploit insolite : frapper au moins 30 circuits et être atteint par un lancer au moins 30 fois dans la même saison.
Rizzo termine 4e du vote désignant le joueur par excellence de la Ligue nationale.

#### Saison 2016

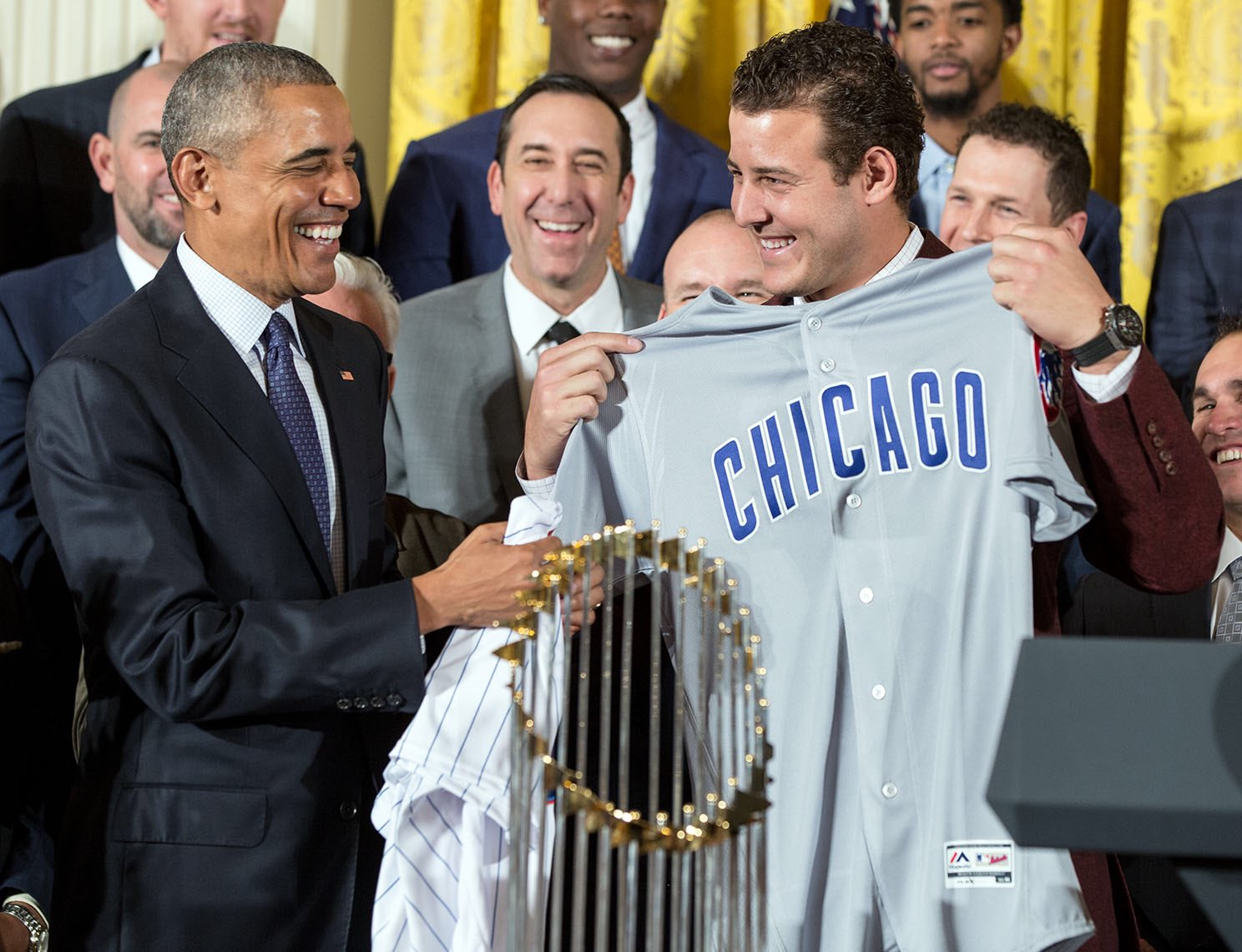
Anthony Rizzo (à droite) présente une chemise des Cubs à Barack Obama le 16 janvier 2017 à la Maison-Blanche.

Rizzo est membre de l'équipe des Cubs de Chicago championne de la Série mondiale 2016. Le 2 novembre 2016 à Cleveland, après une balle cognée par Michael Martínez vers le joueur de troisième but, Rizzo reçoit le relais de son coéquipier Kris Bryant pour compléter le dernier retrait de la finale, qui donne aux Cubs leur premier titre en 108 ans.
Il représente l'équipe au match des étoiles 2016 et remporte pour la première fois le Bâton d'argent et le Gant doré. 
Pour la seconde année de suite, il termine 4e du vote désignant le joueur par excellence de la Ligue nationale (prix remporté par son coéquipier Kris Bryant) au terme d'une saison de 32 circuits, 109 points produits et 94 points marqués où sa moyenne au bâton s'élève à ,292.

## Classique mondiale de baseball
Anthony Rizzo est de descendance italienne (son arrière-grand-père était de Sicile) et il joue pour l'équipe d'Italie à la Classique mondiale de baseball 2013.  